# Chris von der Ahe

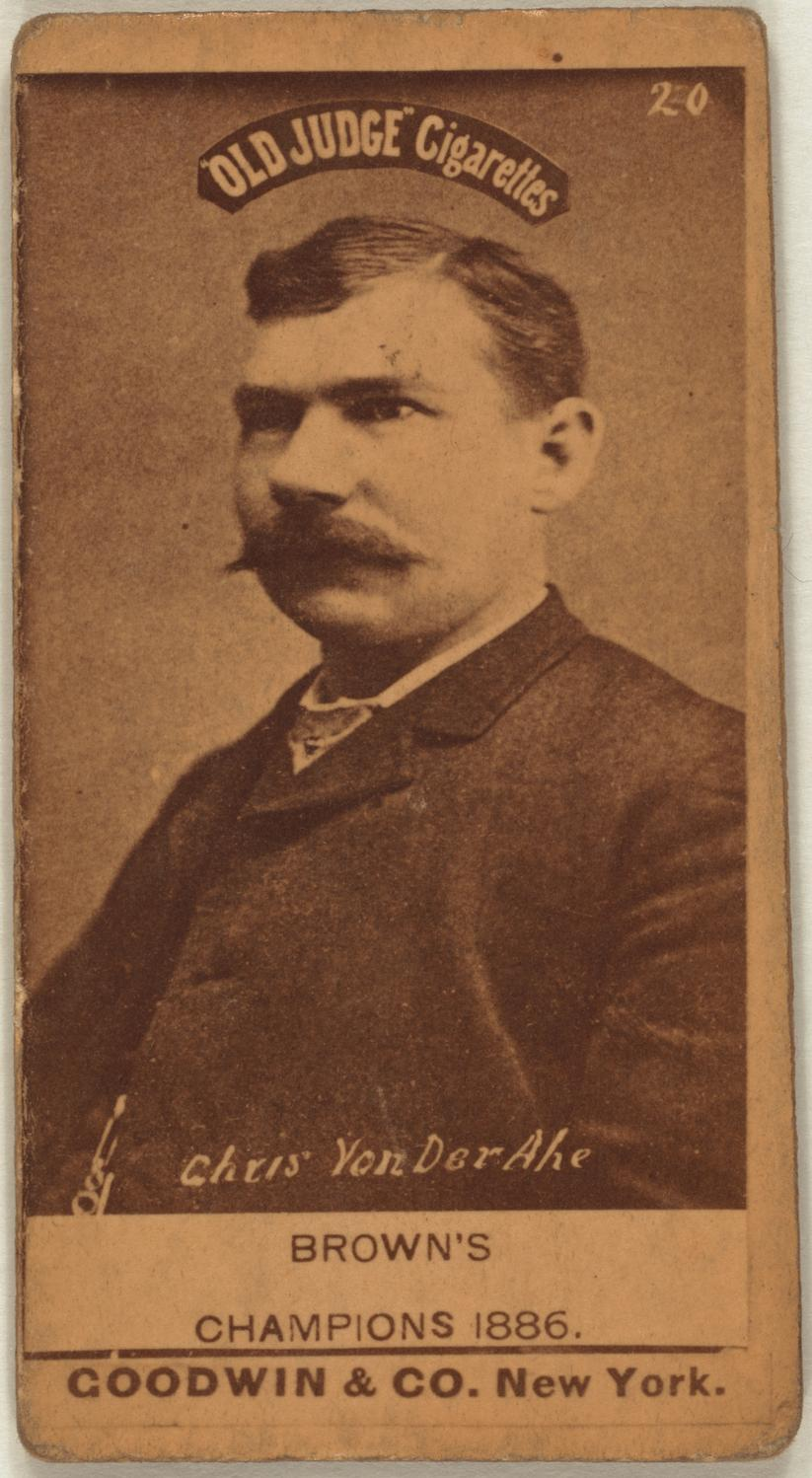

Christian Friedrich (oder Frederick) Wilhelm von der Ahe (* 7. Oktober 1851 in Hille; † 5. Juni 1913 in St. Louis) war ein deutsch-amerikanischer Unternehmer, der vor allem als Besitzer des Baseballvereins St. Louis Brown Stockings der American Association bekannt wurde, der heute als Baseballverein St. Louis Cardinals bekannt ist.

## Leben
Von der Ahe wurde 1851 in der ostwestfälischen Gemeinde Hille, damals im Königreich Preußen, heute Nordrhein-Westfalen geboren und wanderte um 1870 mit knapp 20 Jahren allein nach New York City aus. Er zog aber bald nach St. Louis, wo er als Angestellter in einem Lebensmittelgeschäft arbeitete. Später kaufte er den Laden auf und erweiterte sein Geschäft, indem er im hinteren Teil des Ladens einen Saloon einrichtete. Von der Ahe bemerkte, dass viele seiner Kunden den Saloon nach den Baseballspielen besuchten, und so kaufte er 1882 die bankrotte und skandalumwitterte Baseballmannschaft der St. Louis Brown Stockings für 1800 Dollar und trat mit ihm der American Association Baseball-Liga bei. Er gab dem Team den Namen Browns und stellte den späteren Besitzer der Chicago White Sox, Charles Comiskey, als First Base-Spieler und später als Manager des Teams ein.
Die Browns dominierten die American Association und gewannen ab 1885 vier Meisterschaften in Folge. Von der Ahes Baseball, Bier und andere Investitionen machten ihn sehr reich. Allein mit dem Baseballteam verdiente er 500.000 Dollar. Er setzte den Eintrittspreis auf 25 Cent fest, in der Hoffnung, die Fans würden das Geld für Bier ausgeben. Das Ergebnis war, dass die Browns in der Liga die meisten Zuschauer hatten und schon bald den Ballpark erweitern mussten.
Er starb am 5. Juni 1913 an Leberzirrhose und wurde auf dem Bellefontaine-Friedhof in St. Louis beigesetzt, wobei die Statue, die einst vor dem Sportsman's Park stand, sein Grab ziert.